# Zwezdec
Zwezdec (bułg. Звездец) – wieś w południowo-wschodniej Bułgarii, w obwodzie Burgas, w gminie Małko Tyrnowo. Według danych Narodowego Instytutu Statystycznego, 15 czerwca 2014 roku wieś liczyła 541 mieszkańców.